# 女子に対するあらゆる形態の差別の撤廃に関する条約
女子に対するあらゆる形態の差別の撤廃に関する条約（じょしにたいするあらゆるけいたいのさべつのてっぱいにかんするじょうやく、英: Convention on the Elimination of all forms of Discrimination Against Women, CEDAW）は、公平な女性の権利を目的に女子差別の撤廃を定めた多国間条約である。
略称は女子差別撤廃条約（じょしさべつてっぱいじょうやく）またはCEDAW（セダウ）である。
1979年12月18日に、国際連合第34回総会で採択され、1981年に発効した。

## 内容
前文および30か条から成り、政治的・経済的・社会的・文化的・市民的その他のあらゆる分野における男女同権を達成するために教育の分野も含めて、いずれかの性別の優位や性役割に由来するステレオタイプの撤廃など必要な措置を定めている。
この条約の特徴は、法令上だけでなく、事実上、慣行上の差別も、条約の定める差別に含まれると規定している点である。また、私人間および私的分野も含めた差別撤廃義務を締約国に課している。
ただし「男女の事実上の平等を促進することを目的とする暫定的な特別措置と、母性の保護を目的とする特別措置」（第4条）は差別とはみなされず、売春や人身売買からの保護についても規定されている（第6条）。
そして教育を受ける権利における差別撤廃（第10条）、同一の雇用機会、同一価値労働についての同一賃金、育児休暇の確保や、妊娠または育児休暇を理由とする解雇や、婚姻の有無に基づく差別的解雇を制裁を科して禁止すること、従来の雇用関係の維持（第11条）についても規定している。

## 署名・締約国
2023年11月現在、署名国は98か国、締約国は189か国である。アメリカ合衆国は1980年7月に署名したのみで、2015年9月現在も条約を批准していない。

## 採択・発効
- 1979年12月18日 第34回国連総会において採択（賛成130（含日本）、反対0、棄権11）
- 1980年3月1日 署名のため開放
- 1981年9月3日 発効（20番目の締約国（セントビンセントおよびグレナディーン諸島）の加入書寄託日の後30日目）

## 日本

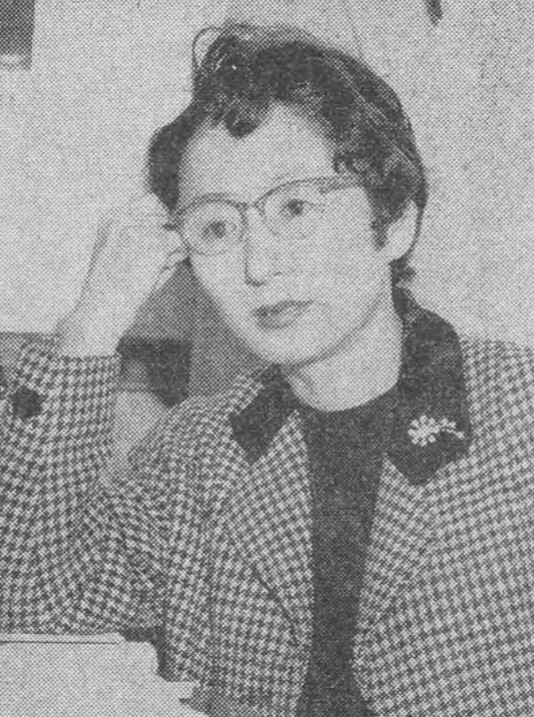
1980年7月17日に日本代表として署名した高橋展子。

- 1980年7月17日 署名（デンマークで開催された国連婦人の10年中間年世界会議の際、高橋展子駐デンマーク大使が署名）
- 1985年6月24日 条約締結を承認（第102回通常国会）
- 1985年6月25日 批准 書寄託
- 1985年7月25日  日本において効力発生
- 1987年3月13日 - 第1回報告書提出
- 1988年2月18日、2月19日 - 第1回報告書審議（第7回女子差別撤廃委員会）
- 1992年2月21日 - 第2回報告書提出
- 1993年10月28日 - 第3回報告書提出
- 1994年1月27日、1月28日 - 第2回・第3回報告書審議（第13回女子差別撤廃委員会）
- 1998年7月25日 - 第4回報告書提出[2]
- 2002年9月13日 - 第5回報告書提出[3]
- 2003年7月8日 - 第4回・第5回報告書審議（第29回女子差別撤廃委員会）
- 2008年4月 - 第6回報告書提出
- 2009年7月23日 - 第6回報告書審議（第44回女子差別撤廃委員会）

批准に際しては条約の主旨に沿った国内法整備を行わなければならないため、日本では、勤労婦人福祉法を大改正するとともに、「雇用の分野における男女の均等な機会及び待遇の確保等女子労働者の福祉の増進に関する法律」（男女雇用機会均等法）に改題した。また、国籍法を改正して父系血統主義から父母両系主義にした。

### 選択的夫婦別姓制度訴訟との関連
女性差別撤廃条約2条は、女性に対する差別法規の改廃義務を定める。同条約16条1項は、「締約国は、婚姻及び家族関係に係るすべての事項について女子に対する差別を撤廃する。特に自由かつ完全な合意のみにより婚姻をする権利、夫及び妻の同一の個人的権利（姓及び職業を選択する権利）を確保する」ことをうたっており、そのため、国際連合の女子差別撤廃委員会（CEDAW）は、日本の民法が定める夫婦同氏が「差別的な規定」であるとし、これを改善することを、2003年、2009年、2016年、2024年の4度にわたり勧告している。

さらに、この条約への抵触を理由の一つとして、2011年、選択的夫婦別姓を求める訴訟が起こされたが、2015年12月16日、最高裁でこの請求は退けられた。しかし、判事15人の内、女性全員を含む5人からは違憲とされ、立法府での議論、解決を促される形となった。その後も2018年に入って、同様の訴訟が多数提議された。

## 米国
アメリカ合衆国政府は1980年7月に女子に対するあらゆる形態の差別の撤廃に関する条約に署名したが、議会上院は国内法が条約に制約されることを拒否して未批准である。なお2013年6月時点で、同条約の署名国は99カ国、締約国は187カ国に達したが、アメリカは現在も依然として未批准の状態にある。

## 選択議定書
女子に対するあらゆる形態の差別の撤廃に関する条約の選択議定書（英：Optional Protocol to the Convention on the Elimination of All Forms of Discrimination against Women 略称: 女子差別撤廃条約の選択議定書）は、「女子に対するあらゆる形態の差別の撤廃に関する条約」の締約国の管轄下にある個人または集団が、国による条約違反によって被害を受けた場合、国際連合の女子差別撤廃委員会にたいして通報できる個人通報制度を定めたものである。
通報には、利用できるすべての国内的救済措置を尽くしていることが条件とされるが、救済措置の実施が不当に引き延ばされている場合や、効果的な救済をもたらさない場合は通報できる。
通報を受けた女子差別撤廃委員会は、報告の受理可能性や、内容が差別撤廃条約に違反しているか否かを審査し、締約国に意見や勧告を行う。ただし、委員会の意見および勧告には法的拘束力はない。
1999年10月6日、国連第54回総会において採択された。
この選択議定書には2023年11月現在、世界115カ国が批准しているが、「司法権の独立含め、我が国の司法制度との関連で問題が生じるおそれがある」等の懸念があるため、日本は、2023年11月現在、これを批准していない。
また、2008年から2014年までは、選択議定書を批准した締約国に意見や勧告を行う「女性差別撤廃委員会」を指導する国連高等弁務官に、ラディカル・フェミニストのナバネセム・ピレーが就任した。
なお欧州評議会の管轄する欧州人権裁判所の判決は加盟国に対して強制力を持つ。

## 改正
女子に対するあらゆる形態の差別の撤廃に関する条約では、締約国に条約実施のためにとった立法、司法、行政上その他の措置およびそれらの措置によってもたらされた進歩を報告するよう義務付けている。しかし、締約国の増加に伴い、委員会の報告検討業務に遅滞が生じる事態となった。この問題を解決するため、1995年8回締約国会議において委員会の会合の期間を一定の条件の下、締約国の会合において決定できるようにする改正案が採択され、1995年第50回国連総会で採択された。
第20条1の改正内容は、次のとおりである。
- 改正前-「委員会は、第18条の規定により提出される報告を検討するために原則として毎年二週間を超えない期間会合する。」
- 改正後-「委員会は、第18条の規定により提出される報告を検討するために原則として毎年一回会合する。委員会の会合の期間は、国際連合総会の承認を条件としてこの条約の締約国の会合において決定する。」

1995年5月22日、ニューヨークで作成された。
日本の状況は次のとおりである。
- 2003年5月14日  国会承認
- 2003年6月12日 受諾書寄託[15]